# Dolina Bystrej

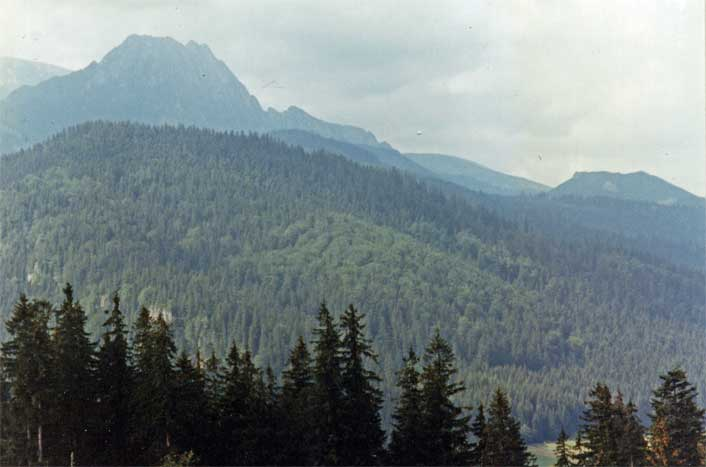
Giewont vom Tal Dolina Bystrej

Das eiszeitlich durch Gletscher geformte Tal Dolina Bystrej ist ein Tal in der polnischen Westtatra in der Woiwodschaft Kleinpolen.

## Geographie
Das Tal ist rund 6 km lang und von über 2005 m hohen Bergen umgeben, u. a. dem Massiv der Kopa Kondracka. Es hat eine Fläche von ca. 17 km². Das Tal reicht bis an den Hauptkamm der Tatra.
Das Tal fällt von Südwesten nach Nordosten von ca. 2005 Höhenmetern auf 930 Höhenmeter herab. Es wird von den Gebirgsfluss Bystra durchflossen. Die Gewässer des Tals fließen zu einem großen Teil unterirdisch. Das Tal öffnet sich im Vortatragraben auf dem Gebiet des Zakopaner Stadtteils Kuźnice, der im unteren Teil des Tals liegt.
Das Tal hat zahlreiche Seitentäler:
- Dolina Jaworzynki
- Dolina Kasprowa, das wiederum sich aufteilt in Dolina Sucha Kasprowa und Dolina Stare Szałasiska
- Dolina Goryczkowa, das wiederum sich aufteilt in Dolina Goryczkowa pod Zakosy und Dolina Goryczkowa Świńska,
- Dolina Kondratowa, das wiederum sich aufteilt in Dolina Sucha Kondracka und Dolina Małego Szerokiego.

## Etymologie
Der Name lässt sich übersetzen als „Tal der Schnellen“. Der Name rührt von dem Gebirgsbach, der es durchfließt. Sein Name lässt sich wieder um als der „Schnelle“ oder der „Schnelle Bach“ übersetzen.

## Flora und Fauna
Das Tal liegt oberhalb und unterhalb der Baumgrenze und wird im oberen Bereich von Bergkiefern und im unteren Bereich von Nadelwald bewachsen. Das Tal ist Rückzugsgebiet für zahlreiche Säugetiere und Vogelarten.

## Klima
Im Tal herrscht Hochgebirgsklima.

## Almwirtschaft
Vor der Errichtung des Tatra-Nationalparks im Jahr 1954 wurde das Tal für die Almwirtschaft genutzt. Danach wurden die Eigentümer der Almen enteignet bzw. zum Verkauf gezwungen. Ehemalige Almhütten befinden sich noch im Tal.

## Tourismus
Durch das Tal führen zahlreiche Wanderwege von den umgebenden Bergpässen und Gipfeln. 
- ▬ ein blau markierter Wanderweg von Kuźnice auf den Wielki Giewont
- ▬ ein schwarz markierter Wanderweg von Kuźnice ins Tal Dolina Chochołowska
- ▬ ein grün markierter Wanderweg von Kuźnice auf den Gipfel Kasprowy Wierch
- ▬ ein gelb markierter Wanderweg von Kuźnice auf den Bergpass Przełęcz między Kopami
- ▬ ein grün markierter Wanderweg von der Schutzhütte Kondratowa-Hütte auf den Bergpass Przełęcz pod Kopą Kondracką
- ▬ ein gelb markierter Wanderweg von dem Kloster Klasztoru Albertynek na Kalatówkach zum Kloster Klasztoru Albertynów na Śpiącej Górze

Im Tal befinden sich zwei Schutzhütten, die Kondratowa-Hütte und das Kalatówki-Berghotel, die Seilbahn Kasprowy Wierch und das Skigebiet Kasprowy Wierch. Eine der Skipisten vom Kasprowy Wierch in den Zakopaner Stadtteil Kuźnice führt durch das Tal.
Im Tal befinden sich weiter zwei Klöster, Klasztoru Albertynek na Kalatówkach und Klasztoru Albertynów na Śpiącej Górze, sowie eine Einsiedelei.

## Panorama

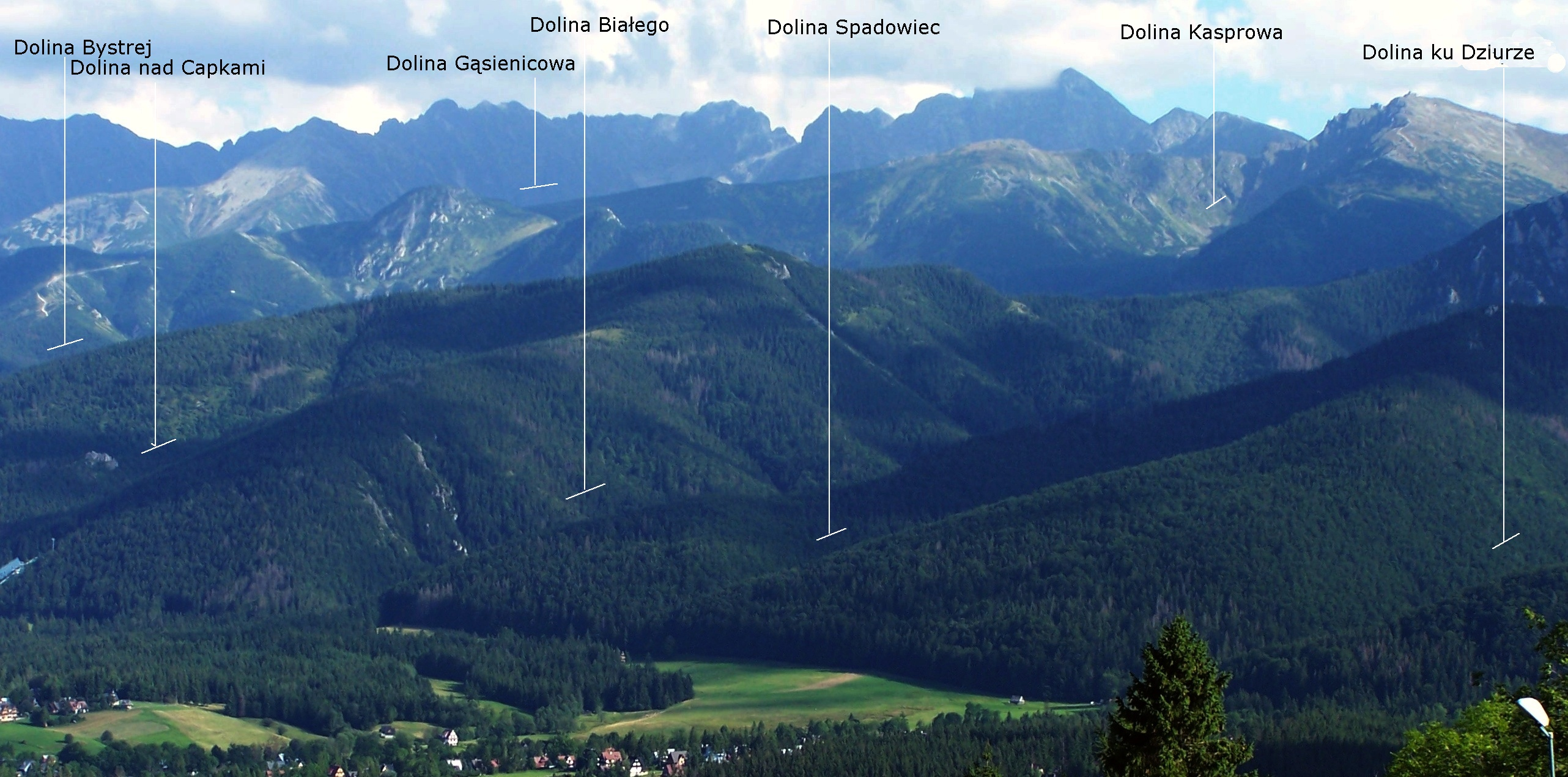
Panorama des Tals vom Massiv Gubałówka, das Tal verläuft über das ganze Bild von links nach rechts